# Cortina d'Ampezzo
Cortina d'Ampezzo o Cortina de Anpezo en ladino. Es una ciudad de la provincia de Belluno, en la región del Véneto, al norte de  Italia. Se encuentra en medio de los Alpes Dolomitas, y es un importante destino turístico internacional, sobre todo en invierno, por sus pistas de esquí.

## Historia
La ciudad formó parte de Austria desde 1511, dentro de la región del Tirol, hasta 1918 en que fue disuelto el Imperio Austrohúngaro. Al incorporarse a Italia pasó a formar parte de la región de Véneto en 1923 al pasar a la provincia de Belluno, al contrario que la mayor parte de los nuevos territorios que constituyeron la región de Trentino-Alto Adigio. 
La ciudad además pertenece a la región de la Ladinia.
Fue sede de las Olimpiadas Invernales de 1956 y de 2026.

## Hijos ilustres
Aquí nació el alpinista Lino Lacedelli (1925-2009), que el 31 de julio de 1954 fue el primero en llegar a la cumbre del K2 (8611 m s. n. m., situado entre Pakistán y China, segunda montaña más alta de la Tierra).

## Cine
En Cortina se han rodado varias películas, como Corazón olvidado (Blind Husbands) (1919), de Erich von Stroheim, La pantera rosa (1963), For Your Eyes Only (1981) ó Cliffhanger (1993) (titulada Máximo Riesgo en España y Riesgo total en Hispanoamérica).

## Evolución demográfica
| Gráfica de evolución demográfica de Cortina d'Ampezzo entre 1881 y 2018 |
|                                                                         |
| Fuente ISTAT - elaboración gráfica de Wikipedia                         |